# Bendilwungu
Bendilwungu is een bestuurslaag in het regentschap Tulungagung van de provincie Oost-Java, Indonesië. Bendilwungu telt 2677 inwoners (volkstelling 2010).